# Wonder Boy III: The Dragon's Trap
Wonder Boy III: The Dragon's Trap es un videojuego de plataformas y acción-aventura desarrollado por Westone y publicado por Sega, originalmente para Sega Master System en 1989, y para Game Gear en 1992, titulándose en Japón Monster World II: Dragon no Wana y, en Europa, Wonder Boy: The Dragon's Trap. En 1991(1990 en EE. UU.), Hudson Soft publicó una conversión para PC Engine en Japón bajo el título Adventure Island y para TurboGrafx-16 en América del Norte como Dragon's Curse. También fue publicado para Master System en Brasil en 1993 por la compañía Tec Toy titulándolo Turma da Mônica em o Resgate, con los sprites rediseñados para tener como protagonistas a los personajes del comic book brasileño Turma da Mônica (Mónica y sus amigos). 

## Argumento
La historia de Wonder Boy III: The Dragon's Trap se inicia inmediatamente después de los eventos de Wonder Boy in Monster Land, Wonder Boy viaja hasta la guarida del Dragón Mecha para acabar con él. (Algunas fuentes se refieren a esta criatura como el "MEKA dragon".) Sin embargo, mientras realizaba la misión, el protagonista es hechizado por una maldición que le transforma en un Hombre Lagarto ("Lizard-Man"). 
El jugador tomará el control de Wonder Boy, quien intentará deshacer el hechizo mientras viaja a través de diversos lugares luchando contra toda clase de enemigos, incluidos otros dragones cuyas victorias le permitirán transformarse en otras formas como un hombre ratón, un hombre león, un hombre piraña o un hombre pájaro. Wonder boy continuará sus aventuras hasta finalmente acabar enfrentándose al Dragon Vampiro, cuya derrota le proporcionará la Cruz de la Salamandra – el único objeto conocido que puede eliminar el hechizo y devolverle su forma humana original.

## Adaptación 2017
La adaptación Wonder Boy: The Dragon's Trap es un videojuego de plataformas y acción-aventura que fue desarrollado por Lizardcube y publicado por DotEmu. El juego fue lanzado para Nintendo Switch, PlayStation 4 y Xbox One el 18 de abril de 2017, y la versión de PC se lanzó el 8 de junio de 2017.

## Curiosidades
Una de las particularidades del juego en la versión Sega Master System era la posibilidad de "guardar la partida" mediante la obtención de un código alfanumérico que se suministraba al acceder a una casa específica de la aldea que servía como base al protagonista. Estos códigos permitían reiniciar la partida desde la aldea con los mismos parámetros (armamento, salud, items, etc) que el jugador tenía en el momento de obtener el código.  
En realidad, la partida nunca se guardaba en la memoria del cartucho o de la consola. El sistema de salva-partidas se basaba simplemente en un sistema de parametrización de todos las variables posibles a guardar (armamento, salud, ítems, etc). Cada posible combinación de dichos parámetros daba como resultado un código único.  
Dado que la lista de códigos venía pre-configurada para todos los cartuchos, en el momento en que un jugador obtenía un código para su partida, podía utilizarlo en cualquier cartucho del juego o incluso facilitárselo a otros jugadores para que retomaran la partida con los mismos parámetros (salud, ítems, armamento, etc) para el personaje. 
Actualmente existen páginas en línea que permiten generar estos códigos de partidas en los que el personaje puede ser equipado y definido con los distintos parámetros deseados (armamento, salud, ítems, etc).